# Секирко, Евгений Александрович
Секирко Евгений Александрович (род. 24 мая 1988, Ноя́брьск, Тюменская область) — украинский профессиональный хоккеист, центральный нападающий.

## Спортивная карьера
Первая хоккейная школа «Сокол» (Киев). Выступал за Химволокно-Могилёв, продолжил выступления в чемпионате Украины по хоккею в командах: «Сокол» (Киев), «Харьковские акулы», «Белый барс» (Белая Церковь), «Дженералз» (Киев), «Кривбасс» (Кривой Рог), «Берсерки» (Харьков), «Кэпиталз» (Киев).
Стал чемпионом Украины в сезоне 2010/2011 в киевском клубе «Сокол» и серебряным призёром в киевском «Дженералз» в сезоне 2015/2016, бронзовым призёром в составе клуба «Кривбасс» в сезоне 2016/2017. За киевский «Дженералз» в сезоне 2015/2016 заработал 37 очков.
Имеет на своём счету выступления за молодёжную сборную Украины по хоккею на Чемпионате мира 2007 в Германии в группе «А». Участник Euro Ice Hockey Challenge 2010 в городе Санок (Польша) в составе национальной сборной Украины. В 2013 году выступал за сборную Украины на международной зимней Универсиаде в городе Трентино (Италия).